# بوز

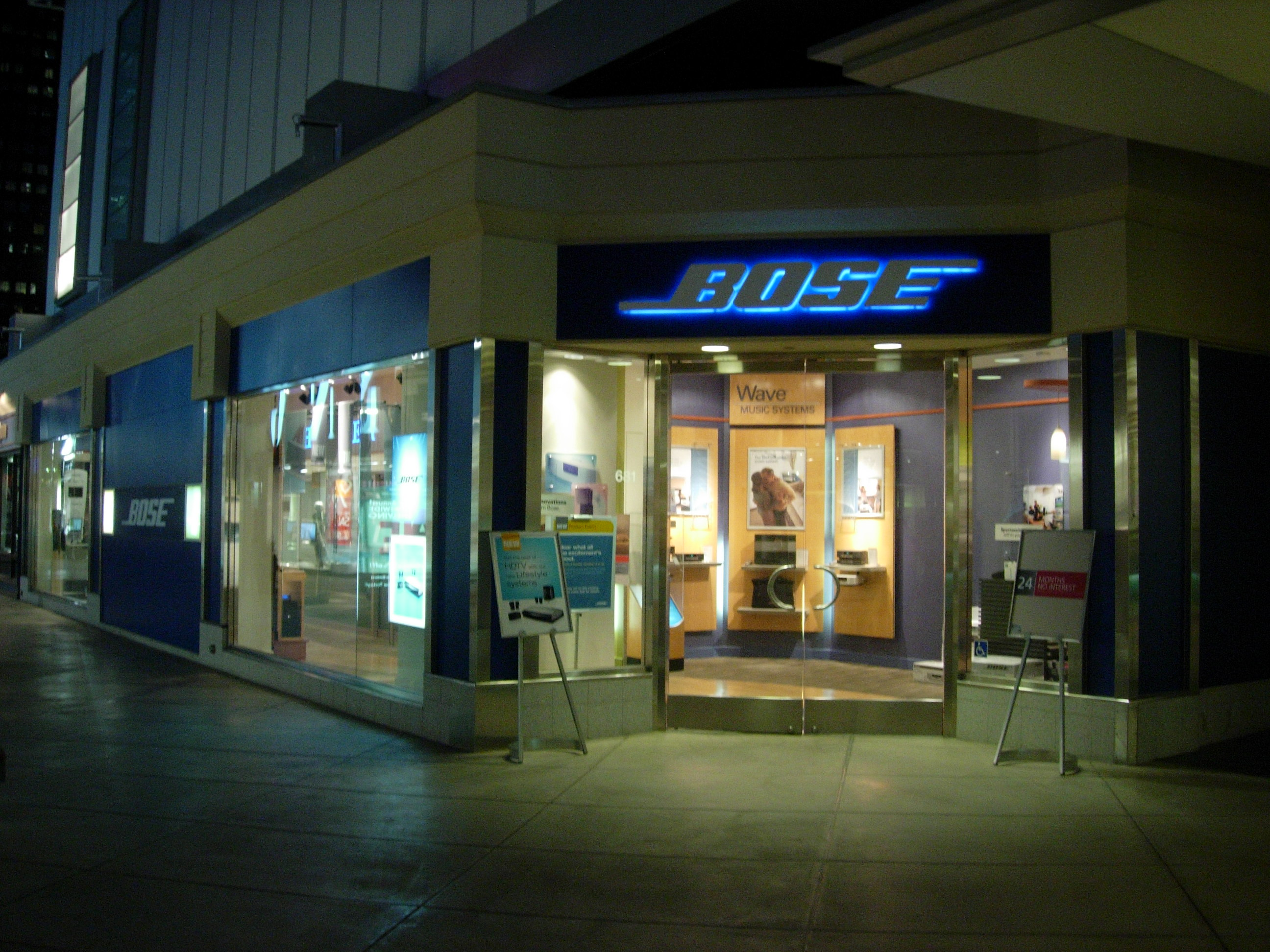
شعبه‌ای از فروشگاه‌های بوز، در لس آنجلس

بوز، (به انگلیسی: Bose) شرکت لوازم الکترونیکی خانگی آمریکایی است، که دارای تخصص در زمینه تولید تجهیزات صوتی نظیر لوازم صوتی خانگی، سیستم‌های صوتی اتومبیل، انواع بلندگو، استریو، اسپیکر، آمپلی‌فایر و هدفون می‌باشد.
شرکت بوز در سال ۱۹۶۴ توسط یک آمریکایی بنگالی‌تبار بنام عمار بوز تأسیس شد و هم‌اکنون دارای ۸ کارخانه تولیدی، در ایالات متحده آمریکا، ایرلند و مکزیک می‌باشد.
دفتر مرکزی این شرکت در شهر فرامینگهام، ماساچوست، ایالات متحده آمریکا قرار دارد و دارای شبکه‌ای از ۱۵۳ نمایندگی فروش در ایالات متحده می‌باشد. 
شرکت بوز تاکنون طراحی سیستم‌های صوتی خودروسازهایی چون بیوک، شورولت، پورشه، نیسان، رنو، مرسدس بنز، آئودی، فراری، فیات، مزدا، کادیلاک و هوندا را بر عهده داشته‌است. از مکان‌هایی که سیستم‌های صوتی بوز در آن‌ها استفاده می‌شود، می‌توان به: کلیسای سیستین، امریتسار، دربار صاحب، مسجد الحرام، استیپلز سنتر و... اشاره نمود.